# 阿品站
阿品站（日语：／ Ajina eki */?）是一個位於廣島縣廿日市市阿品二丁目、屬於西日本旅客鐵道（JR西日本）山陽本線的鐵道車站。

## 車站構造
對向式2面2線月台的地面車站，並設有跨站式站房。

### 月台配置
| 月台 | 路線     | 方向 | 目的地           |
| ---- | -------- | ---- | ---------------- |
| 1    | 山陽本線 | 上行 | 廣島、三原方向   |
| 2    | 山陽本線 | 下行 | 宮島口、岩國方向 |

## 相鄰車站
西日本旅客鐵道
 山陽本線
■快速「通勤Liner」
通過
■快速「City Liner」（只限周末、假日運行）
通過
■普通（包括於吳線內快速列車）
宮內串戶－阿品－宮島口